# Vidkun Quisling

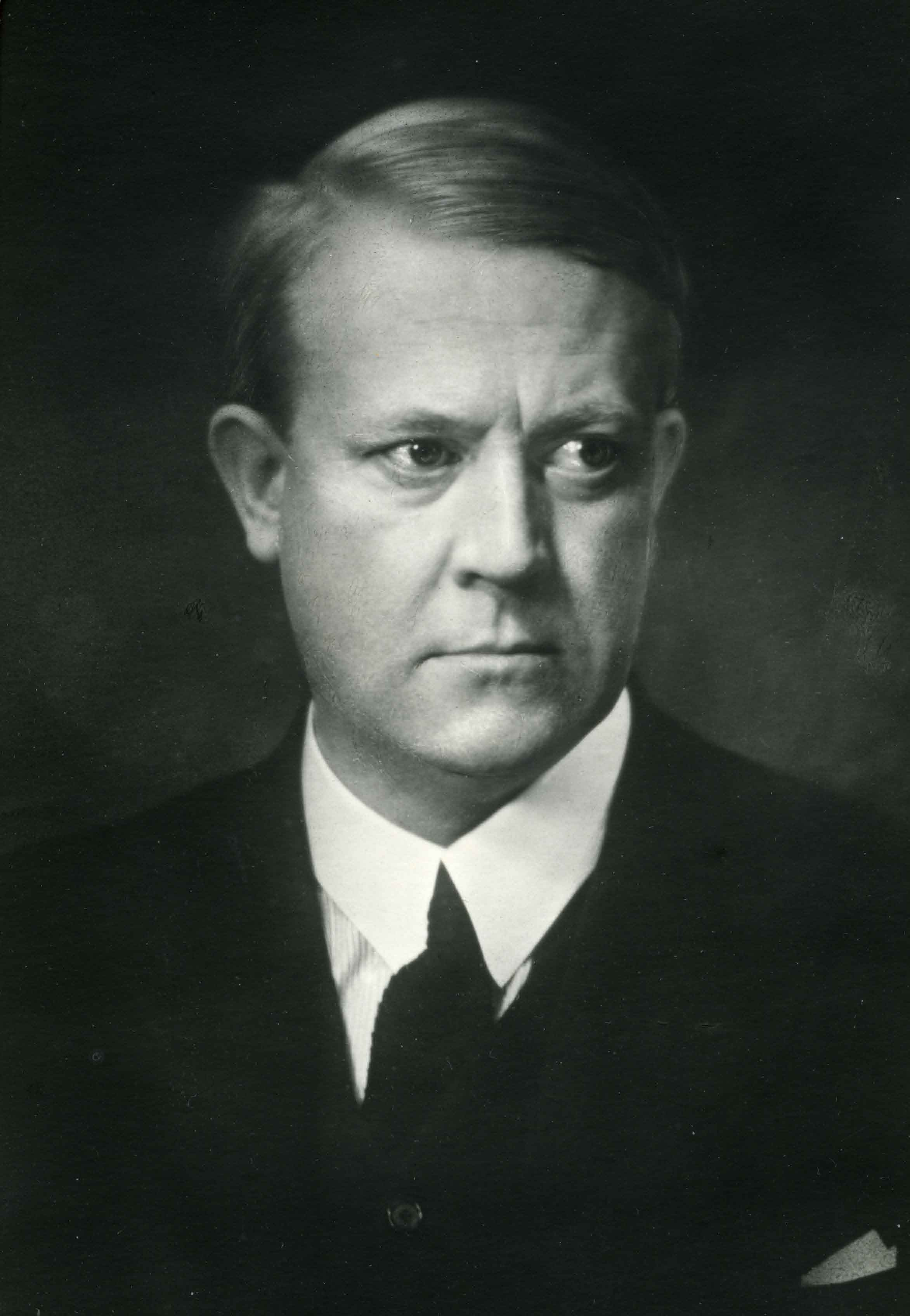
Vidkun Quisling (1919)

Vidkun Abraham Lauritz Jonssøn Quisling (* 18. Juli 1887 in Fyresdal; † 24. Oktober 1945 in Oslo) war ein norwegischer Offizier und Politiker. Von 1931 bis 1933 war er norwegischer Verteidigungsminister, danach von 1933 bis 1945 Parteiführer der von ihm gegründeten faschistischen Nasjonal Samling. Nachdem die gewählte sozialdemokratische Regierung unter Johan Nygaardsvold aufgrund der Besetzung Norwegens durch das nationalsozialistische Deutschland ins Exil hatte flüchten müssen, führte Quisling von 1942 bis 1945 als Ministerpräsident von Norwegen eine von der deutschen Besatzungsmacht eingesetzte Marionettenregierung.
Bis heute gilt der Name Quisling als der Inbegriff von Kollaboration und Verrat und ist als Bezeichnung für einen Kollaborateur in verschiedene Sprachen eingegangen: Neben dem Norwegischen gibt es den Begriff u. a. in der englischen, der deutschen, der schwedischen, der polnischen und der italienischen Sprache. Der Ausdruck wurde von der britischen Zeitung The Times im April 1940 maßgeblich geprägt.

## Leben

### Kindheit und frühe Karriere
Vidkun Quisling war der Sohn des evangelischen Pfarrers und bekannten Genealogen Jon Lauritz Qvisling aus Fyresdal. Sowohl Vater als auch Mutter gehörten zu den ältesten und angesehensten Familien der Provinz Telemark.
Nachdem er die Kriegsakademie mit dem besten Abschluss verlassen hatte, der jemals vergeben worden war, wurde Quisling einige Jahre später zum Major befördert. Seine politische Laufbahn begann er 1922 als Mitarbeiter von Fridtjof Nansen in der Sowjetunion während der Zeit der Hungersnot. Von 1927 bis 1929 war er Diplomat in Moskau. In den 1930er Jahren näherte er sich ideologisch den Faschisten an. 1931 wurde er Kriegsminister. 1933 verließ er die Regierung wieder.

### Gründung der Nasjonal Samling
Am 13. Mai 1933 gründeten Quisling und der Generalstaatsanwalt Johan Bernhard Hjort die faschistische Partei Nasjonal Samling („Nationale Einheit“). Sie war strikt antidemokratisch nach dem Führerprinzip aufgebaut. Quisling war der Fører („Führer“) der Partei, vergleichbar mit der Stellung Adolf Hitlers in der NSDAP. Die Partei konnte nur bescheidene Erfolge verzeichnen. Bei den Wahlen von 1933, vier Monate nach der Parteigründung, erreichte sie 27.850 Stimmen (etwa zwei Prozent), hauptsächlich durch die Unterstützung der Norwegischen Bauernhilfe, zu der Quisling noch aus seiner Amtszeit als Kriegsminister Verbindungen hatte.
Als sich ab 1935 die Parteilinie weg von einer religiös geprägten hin zu einer pro-deutschen und antisemitischen Politik wandelte, nahm die Unterstützung durch die Kirchen ab. Bei den Wahlen 1936 erhielt die Partei weniger Stimmen als 1933. Die Partei radikalisierte sich danach weiter, was ihren Einfluss zunächst reduzierte. Nach der deutschen Invasion sank die Mitgliederzahl auf rund 2000. Unter der deutschen Besatzung traten bis 1945 allerdings 45.000 norwegische Kollaborateure in die Partei ein.

### Staatsstreich und erste „Regierung Quisling“

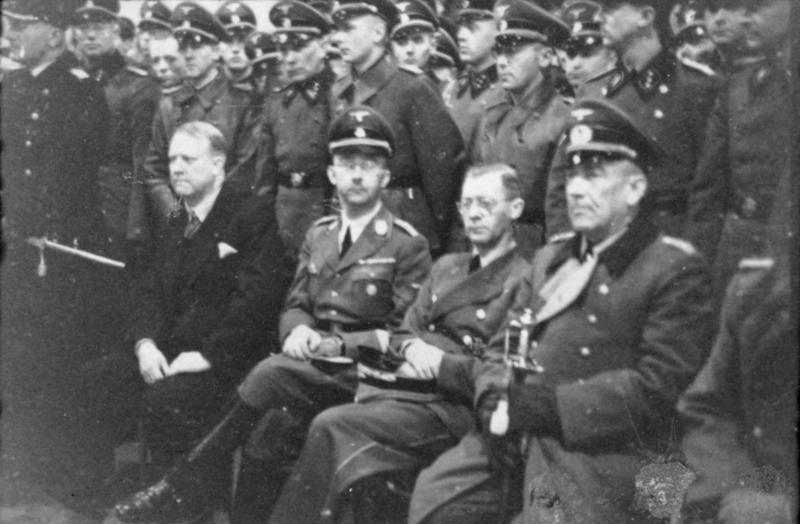
Vidkun Quisling, Heinrich Himmler, Reichskommissar Josef Terboven, Generaloberst Nikolaus von Falkenhorst, Norwegen 1941

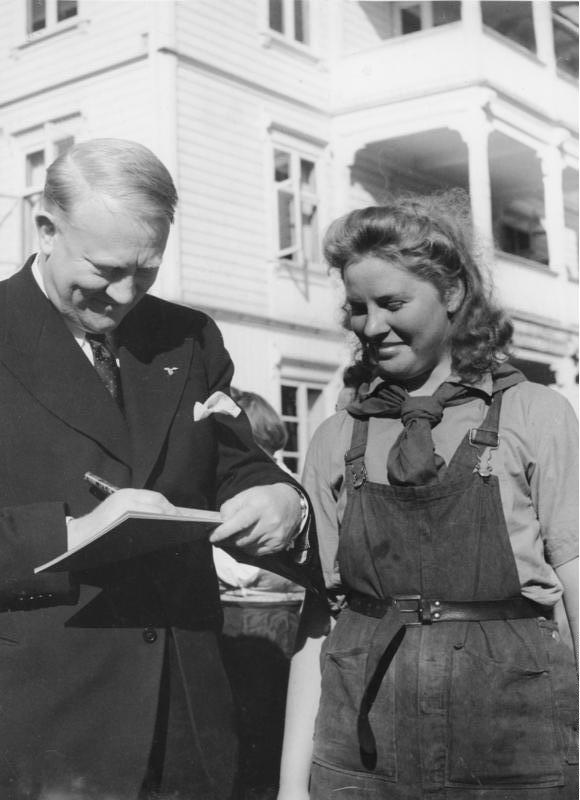
Quisling, ein Autogramm gebend (1943)

Während des deutschen Überfalls auf Norwegen am 9. April 1940 wurde durch Quisling zum ersten Mal in der Geschichte ein Staatsstreich in einer Nachrichtensendung verkündet. In den Wirren der Invasion rief er eine vorläufige Regierung aus. Er hatte zwar im Jahr davor Adolf Hitler in Deutschland besucht, konnte jedoch nicht seine Sympathie gewinnen. Hitler hielt ihn schlicht für unnütz, weil er keine nennenswerte Unterstützung in der norwegischen Bevölkerung genoss. Die „Regierung“ Quisling hielt nur wenige Tage. Am 15. April 1940 löste der Administrasjonsrådet sie ab, eine Art Notregierung, gebildet aus norwegischen Fachleuten.
Am 24. April 1940 wurde Josef Terboven in Oslo als Reichskommissar eingesetzt, als höchstes und unmittelbares Vollzugsorgan Hitlers. Im September wurden alle politischen Parteien und Jugendorganisationen verboten und ihr Eigentum konfisziert.
Am 25. September 1940 erfolgte die Auflösung des Administrasjonsrådets, Terboven ernannte selbst „kommissariske statsråder“ (Kommissarische Minister). Von den dreizehn Ernannten gehörten die meisten der Nasjonal Samling Quislings an.
Reichskommissar Terboven machte am 23. März 1941 bekannt, dass derjenige, der „Nachrichten sammelt oder zu sammeln versucht und sie anderen mit dem Ziel mitteilt, den Feind zu unterstützen“, zum Tode verurteilt werde. Zuchthaus drohte demjenigen, der „mündlich oder schriftlich unwahre oder grob verzerrende Behauptungen verbreitet, die geeignet sind, das deutsche Volk und insbesondere das Ansehen der deutschen Wehrmacht herabzusetzen“, ebenso dem, der illegale Organisationen gründete, in ihnen mitarbeitete oder sie unterstützte. Im Herbst 1941 wurde es verboten, Radio zu hören, und die Rundfunkgeräte wurden beschlagnahmt, zuerst bei der Bevölkerung an der Küste und in Nordnorwegen, später in den anderen Landesteilen. Nur Mitglieder von Quislings Nasjonal Samling durften ihr Radio behalten.

### Ministerpräsidentschaft Quisling

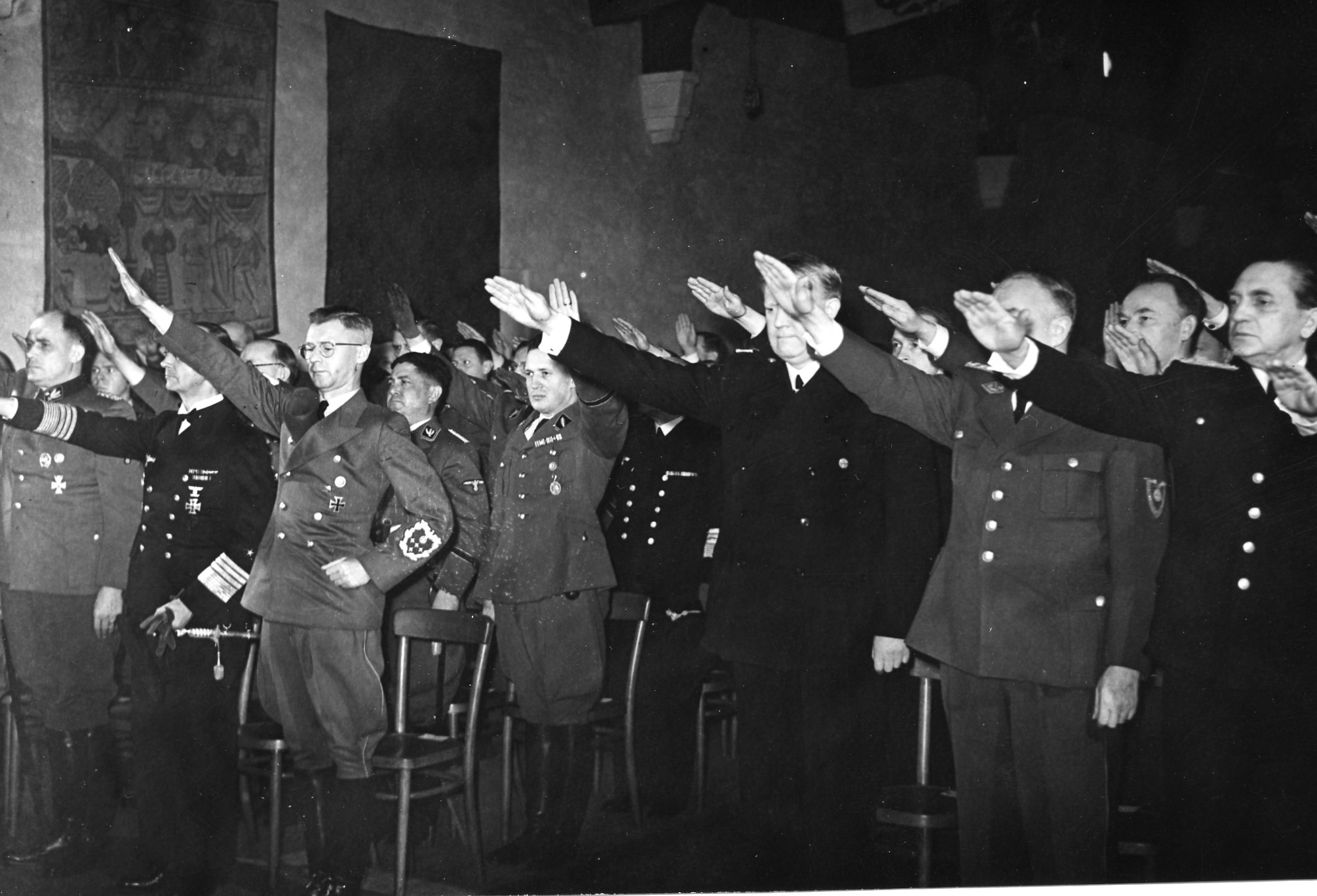
Einsetzung der Nationalen Regierung von Quisling am 1. Februar 1942 auf der Festung Akershus

Obwohl ihr Verhältnis als angespannt galt, bot Terboven Quisling Anfang 1942 den Posten des Ministerpräsidenten an.
Quisling trat das Amt am 1. Februar 1942 an. Beim Festakt in der Festung Akershus waren hohe deutsche Würdenträger wie Martin Borman für die NSDAP, Heinrich Müller als Leiter der Gestapo und Admiral Hermann Boehm für die Deutsche Wehrmacht.  Sverre Riisnæs erhielt die Zuständigkeit für das Justizdepartement und Jonas Lie für das Polizeidepartement Norwegens.
Das änderte aber nichts an den realen Machtverhältnissen.

### Beteiligung am Holocaust

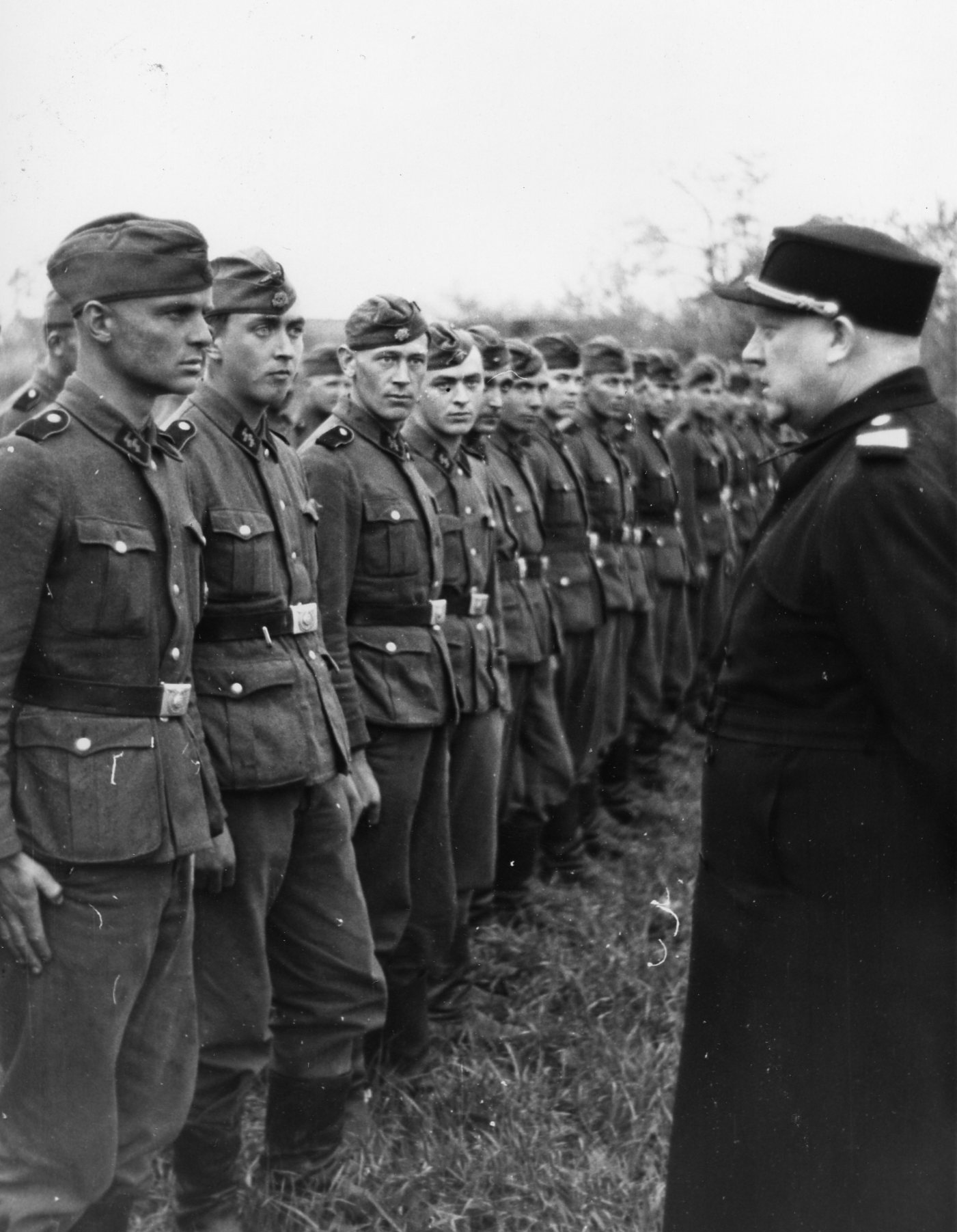
Quisling mit norwegischem Freiwilligenverband an der Ostfront 1942

Im Oktober 1942 erließ Quislings Regierung ein Gesetz, um das Vermögen der Juden zugunsten der Staatskasse einzuziehen. Ein Gesetz zur Meldepflicht vom 17. November 1942 definierte, wer als Jude zu gelten hatte. Auch wenn die Vertreibung und Ermordung der Juden in Norwegen letztlich durch die deutsche Besatzung erfolgte, war die Nasjonal Samling bei diesen Aktionen eingebunden.
Umfangreiche Recherchen des norwegischen Historikers Bjarte Bruland legen nahe, dass die Verfolgung und Deportation der Juden in Norwegen nicht auf einen zentralen Befehl aus Berlin erfolgt sei, sondern lokal von Besatzungsbehörden und dem Quisling-Regime im Zuge des Ausnahmezustands zur Bekämpfung wachsenden Widerstand gegen das Kollaborationsregime ausgegangen sei. Die Quisling-Regierung habe sogar sogenannte „Halb“- und „Vierteljuden“ deportieren wollen.
Die norwegische Historikerin Bodil Stenseth belegt in ihrem Buch über Quislings Residenz, dass Quisling im Gegensatz zu seinen Beteuerungen sehr wohl vom Holocaust gewusst haben muss und sogar seine private Kunstsammlung wertvolle, geraubte Gegenstände aus Haushalten deportierter Juden enthielt.

### Unternehmen Nordlicht
Im Rahmen des Unternehmens Nordlicht erfolgte ab Ende 1944 die vollständige und rücksichtslose Deportation der norwegischen Bevölkerung und die Zerstörung aller Unterkünfte ostwärts des Lyngenfjords durch die Wehrmacht. Quisling konnte dem nicht entgegenwirken und verlor den letzten Rückhalt im Land.

### Verhaftung

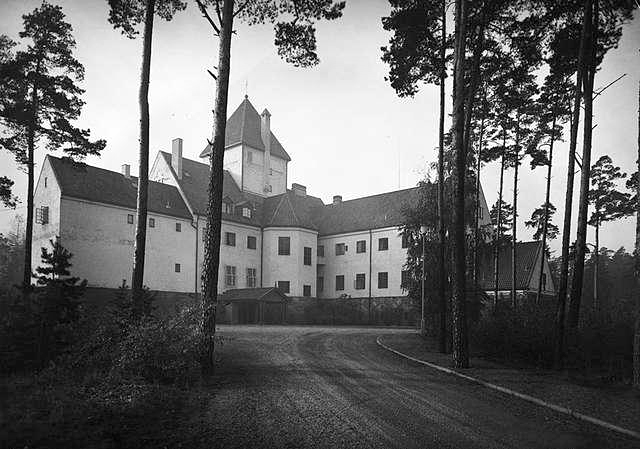
Quislings Residenz in Oslo (1945)

Quisling blieb aber bis zu seiner Verhaftung am 9. Mai 1945 im Amt. Festgenommen wurde er in einer Villa auf Bygdøy in Oslo, der er den Namen Gimle gegeben hatte. Gimle ist in der nordischen Mythologie der Ort, an dem sich die Überlebenden von Ragnarök im Himmel zusammenfinden, im Haus des Guten. Das Haus wurde später in Villa Grande umbenannt und dient heute als Zentrum für Holocaust- und Minderheitenstudien.

### Prozess
Quisling wurde mit zwei anderen Parteigrößen, Albert Viljam Hagelin und Ragnar Skancke, im September 1945 wegen Hochverrats zum Tode durch Erschießen verurteilt.
Ein Gnadengesuch wurde von König Haakon VII. abgelehnt. Am 24. Oktober 1945 wurde Quisling in der Festung Akershus hingerichtet. Das Todesurteil ist in Norwegen juristisch umstritten, da die Todesstrafe erst durch die Exilregierung – mutmaßlich in Erwartung der Nachkriegsprozesse – wieder eingeführt worden war. Quisling wurde in Gjerpen beerdigt.
Zum Prozess gegen Quisling wurden von der schwedischen Autorin Astrid Lindgren, die seine Politik vom neutralen Nachbarland aus beobachtet hatte, Informationen zusammengetragen, die mit diversen Faksimiles damals erschienener Zeitungsberichte erst lange nach ihrem Tod im Jahre 2015 im Rahmen ihrer Tagebücher Die Menschheit hat den Verstand verloren veröffentlicht wurden.

### Familienleben
Quislings russische Frau Maria Wassiljewna, geb. Pasetschnikowa, lebte bis zu ihrem Tod im Jahr 1980 in Oslo. Die Ehe blieb kinderlos.

## „Quisling“ als Schimpfwort
Während und nach dem Zweiten Weltkrieg wurde das Wort „Quisling“ in vielen europäischen Sprachen zum Synonym für „Vaterlandsverräter“. Insbesondere bezeichnet es eine Person, die mit einer Besatzungsmacht zusammenarbeitet, oft in einer Marionettenregierung. Die Times verwendete Quisling erstmals am 19. April 1940 als „Verräter am Land“ und wurde vier Tage später von der Daily Mail unterstützt.
Ein Beispiel für seine frühe Verwendung in der britischen Politik ist die Norwegen-Debatte im Mai desselben Jahres, als das britische Unterhaus darüber abstimmte, ob Premierminister Neville Chamberlain zurücktreten sollte. Hier stimmten 40 konservative Abgeordnete gegen ihren eigenen Premierminister, und diese wurden mit dem Ausruf „Quislings!“ empfangen. Über die British Broadcasting Corporation (BBC) verbreitete sich der Begriff bald auf den Rest der Welt.

## Ehrungen
- 1929: Commander of the Order of the British Empire[15]

## Veröffentlichungen
- Russland und wir. Blix Forlag, Oslo 1942 (norwegisch: Russland og vi)
- Günther Thaer: Quisling ruft Norwegen – Reden und Aufsätze. München, Eher Verlag, 1942.